# Kötz
Kötz – miejscowość i gmina w Niemczech, w kraju związkowym Bawaria, w rejencji Szwabia, w regionie Donau-Iller, w powiecie Günzburg, siedziba wspólnoty administracyjnej Kötz. Leży około 5 km na południe od Günzburga, nad rzeką Günz, przy drodze B16 i linii kolejowej Mindelheim – Günzburg.

## Demografia
| Rok  | Liczba mieszk. |
| ---- | -------------- |
| 1970 | 2 414          |
| 1987 | 2 960          |
| 2000 | 3 233          |

## Polityka
Wójtem gminy jest Ernst Walter z SPD, poprzednio urząd ten obejmował Stephan Däubler, rada gminy składa się z 16 osób.
|      | CSU | SPD | FWG | UW | Razem |
| 2008 | 7   | 4   | 5   | –  | 16    |
| 2002 | 6   | 4   | 5   | 1  | 16    |

### Współpraca
Miejscowość partnerska:
- Obdach, Austria